# Pretenders (musikalbum)
Pretenders är debutalbumet av den engelska rockgruppen The Pretenders, utgivet den 19 januari 1980 på Real Records. Det innehåller singlarna "Stop Your Sobbing", "Kid" och "Brass in Pocket". Albumet finns med i boken  1001 Albums You Must Hear Before You Die.

## Låtlista
Alla låtar skrivna av Chrissie Hynde, där inget annat anges.
Sida 1
1. "Precious" – 3:36
2. "The Phone Call" – 2:29
3. "Up the Neck" – 4:27
4. "Tattooed Love Boys" – 2:59
5. "Space Invader" (Pete Farndon, James Honeyman-Scott) – 3:26
6. "The Wait" (Hynde, Farndon) – 3:35
7. "Stop Your Sobbing" (Ray Davies) – 2:38

Sida 2
1. "Kid" – 3:06
2. "Private Life" – 6:25
3. "Brass in Pocket" (Honeyman-Scott, Hynde) – 3:04
4. "Lovers of Today" – 5:51
5. "Mystery Achievement" – 5:23

## Medverkande
- Martin Chambers – trummor, bakgrundssång
- Pete Farndon – bas, bakgrundssång
- James Honeyman-Scott – sologitarr, keyboard, bakgrundssång
- Chrissie Hynde – kompgitarr, sång